# Бахубали
Бахубали (санскр. बाहुबलिन, IAST: bāhubali, букв. «могучерукий»), также Гоммата (санскр. गोम्मट, IAST: gommaṭa), реже — Гомматешвара — персонаж джайнской мифологии, герой нескольких притч. Является олицетворением ахимсы (ненасилия) и аскетизма.

## Предание
По преданию, Бахубали был сыном Ришабхадевы (Ришабханаты), правителем царства Такшашила. В ходе войн со своим братом Бхаратом Бахубали завоевал все царства последнего, победив самого Бхарата в пяти поединках. Однако, не пожелав даже причинить вреда своему брату, Бахубали отказался от своего царства в его пользу и сделался монахом.
Будучи монахом, Бахубали несколько месяцев медитировал, оставаясь неподвижным, так что растения прорастали и обвивали его своими стеблями, а птицы свивали гнёзда в его волосах и бороде.
У Ришабхадевы, его отца, было ещё две дочери-монахини, которые как-то спросили, что делает сейчас Бахубали и достиг ли он совершенного знания. На это отец им ответил, что брат их всё ещё находится в медитации, так как от достижения совершенного знания его отвлекает нежелание приветствовать и выражать почтение более старшим по положению монахам. Тогда сёстры прибыли к месту медитации Бахубали и начали петь песни, призывая брата спуститься со своего слона. Это продолжалось весь день. Когда, наконец, Бахубали услышал своих сестёр, он удивился, так как не мог понять, о каком слоне идёт речь. Но тут он прозрел, понял, что слон этот — его гордыня. Когда пришло это понимание, Бахубали отбросил гордыню и достиг самореализации.
Альтернативное предание гласит о том что царь-отец, поняв всю бессмысленность царствования, отрекся от царства и ушёл в монахи. Формально он не передал своё царствование ни одному из сыновей. По традиции царствование должно было перейти к старшему брату — Бхарату. Но тот решил последовать за отцом, уйти в монахи и искать просветления. Так как отец не сделал его официально своим наследником, он посчитал, что не имеет права отказываться от царства, ибо считал, что оно ему не принадлежит. В результате естественным наследником стал Бахубали. Но Бахубали постоянно терзали мысли, что он незаконно стал правителем. Он решил «вытрясти» из своего брата отречение от трона в свою пользу. Он приехал на гору, где его брат Бхарат уже долгое время медитировал, схватил его в свои огромные и сильные руки (это как раз и является дословным переводом его имени — сильные руки) и поднял к небу. Он требовал от брата отречения, но брат не мог его дать, ибо не считал себя правителем. И вот Бахубали уже занёс его над пропастью с готовностью сбросить вниз. И тут с ним что-то произошло, он осознал всю нелепость ситуации. Тогда он бережно опустил брата на землю, отошёл в сторонку и застыл, погрузившись в медитацию. Парадокс, но воинственный Бахубали достиг просветления в то время, как его брат, долгие годы проведший в медитации, не смог этого достичь. С тех пор Бахубали так и остался стоять, и в его честь люди возвели одну из величайших статуй в мире.

## Культ
Считается, что Бахубали совершал подвиги аскетизма — он мог, например, подолгу стоять на одном месте так, что вьющиеся растения обвивали его ноги (именно так его изображает знаменитая статуя в Карнатаке — предмет поклонения джайнов).
Бахубали почитается дигамбарами как святой. К его статуе совершаются ежегодные паломничества, в ходе которых проводится своего рода фестиваль. Статую Бахубали обливают молоком, специями и т. д., потому что считается, что такой ритуал способствует очищению души и избавлению её от цепи перерождений.